# Ковальчук Роман Михайлович
Роман Михайлович Ковальчук (псевдо.:«Тиміш», «К-31», «166»; 1918, смт. Яблунів, тепер Косівський район, Івано-Франківська область — пом. 23 червня 1949, біля с. Шешори, тепер Косівський район, Івано-Франківська область) — український військовик, хорунжий (1948), лицар Бронзового хреста заслуги УПА.

## Життєпис
Член ОУНР із 1943 року, в СБ з 1945 року, пройшов вишкіл при референтурі СБ Карпатського крайового проводу ОУН (10.1945). Референт СБ (1945), субреферент СБ (12.1945-09.1947), а відтак знову референт СБ (09.1947-06.1949) Косівського надрайонного проводу ОУН.

## Загибель
Загинув у бою з військово-чекістською групою МДБ.

## Нагороди
- Згідно з Наказом Головного військового штабу УПА ч. 2/48 від 2.09.1948 р. референт СБ Косівського надрайонного проводу ОУН Роман Ковальчук — «Тиміш» нагороджений Бронзовим хрестом заслуги УПА.

## Вшанування пам'яті
23 травня 2018 року від імені Координаційної ради з вшанування пам'яті нагороджених Лицарів ОУН і УПА у м. Косів Івано-Франківської обл. Бронзовий хрест заслуги УПА (№ 056) переданий Ганні Ковальчук, племінниці Романа Ковальчука — «Тиміша».